# Herpelidae
Herpelidae (лат.) — семейство земноводных из отряда безногих (Gymnophiona). В него включают два рода и девять видов.

## Описание
Как и другие червеподобные амфибии, представители семейства Herpelidae не имеют конечностей и обладают коротким, рудиментарным хвостом. Длина тела этих животных может колебаться от 20 до 60 сантиметров. От других земноводных они анатомически отличаются разделёнными (перфорированными) ушными косточками (stapes), и отсутствием отдельной предлобовой кости (septomaxillare), находящейся у других амфибий и рептилий на кончике верхней челюсти.
Амфибии Herpelidae ведут ночной образ жизни, обитая на поверхности почвы и в гумусе из опавших листьев джунглевых лесов тропической Африки, в которых роют ходы. Питаются насекомыми. Herpelidae относятся к яйцекладущим амфибиям.

## Систематика
Семейство Herpelidae было выделено в 1984 году бельгийским герпетологом Раймоном Фердинандом Лореном, в 2011 году оно было ограничено лишь двумя родами, обитающими в тропических Западной и в Восточной Африке.
В него включают:
- Род Herpele Peters, 1880 — Западноафриканские червяги, 2 вида
- Род Boulengerula Tornier, 1896 — Голубоватые червяги, 7 видов